# Joué-lès-Tours
Joué-lès-Tours (wymowaⓘ) – miejscowość i gmina we Francji, w Regionie Centralnym-Dolinie Loary, w departamencie Indre i Loara.
Według danych na rok 1990 gminę zamieszkiwało 36 798 osób, a gęstość zaludnienia wynosiła 1135 osób/km² (wśród 1842 gmin Regionu Centralnego Joué-lès-Tours plasuje się na 7. miejscu pod względem liczby ludności, natomiast pod względem powierzchni na miejscu 299.).

## Miasta partnerskie
- Hechingen, Niemcy
- East Ayrshire, Szkocja
- Santa Maria da Feira, Portugalia
- Città di Castello, Włochy
- Ogre, Łotwa